# Kołdrąb (województwo zachodniopomorskie)
Kołdrąb (niem.  Kupferhammer ) – osada w północno-zachodniej Polsce, położona w województwie zachodniopomorskim, w powiecie łobeskim, w gminie Łobez. Według danych z 29 września 2014 r. miejscowość miała mieszkańców 22 mieszkających w 4 domach.
W latach 1818–1945 miejscowość administracyjnie należała do Landkreis Regenwalde (Powiat Resko) z siedzibą do roku 1860 w Resku, a następnie w Łobzie.
1 stycznia 1973 wyłączony z Łobza.
W latach 1975–1998 miejscowość administracyjnie należała do województwa szczecińskiego.